# Erfbelasting in België
In België is de term erfbelasting een verzamelterm voor:
1. de successierechten: de belasting geheven op de nalatenschap van rijksinwoners; en
2. het recht van overgang bij overlijden: de belasting geheven op in België gelegen onroerende goederen die deel uitmaken van de nalatenschap van niet-rijksinwoners.

In het Belgisch taalgebruik zijn successierechten de belasting: een percentage op de waarde van een erfenis die door de erfgenamen moet worden betaald. Deze belasting is een geregionaliseerde heffing: de regels worden bepaald door en de opbrengst gaat naar de verschillende gewesten. Naargelang de overledene in Vlaanderen, Brussel of Wallonië woonde, zijn de regels en de tarieven verschillend. De belasting wordt nog geïnd door de Federale Overheidsdienst Financiën voor het Waalse en het Brusselse Hoofdstedelijk Gewest (op basis van die twee versies van het Wetboek der Successierechten), maar sinds 1 januari 2015 door de Vlaamse Belastingdienst voor het Vlaamse Gewest (op basis van de Vlaamse Codex Fiscaliteit).
Voor complexe erfenissen, of bij een testament, wordt een notaris geraadpleegd om het dossier af te handelen. Door middel van successieplanning voor grote fortuinen, zowel binnenlands als offshore, kan een toekomstig erflater het betalen van successierechten in hoge mate voorkomen.
Het successierecht wordt geheven op de totale netto-successie (alle activa min alle passiva). Roerend en onroerend worden apart belast. Het recht van overgang wordt alleen geheven op de in België gelegen onroerende goederen. In Vlaanderen kunnen kleinkinderen tot 12.500 € erven van de grootouders zonder erfbelasting te betalen. Hiertoe is een (persoonlijk geschreven) testament een eenvoudige en effectieve oplossing. Een mogelijk probleem is dat voor jonge kinderen het erfdeel tot meerderjarigheid op een spaarrekening blijft geblokkeerd.
België heeft enkel met Frankrijk nog een verdrag (Brussel, 1959) om dubbele erf- en registratiebelasting te voorkomen. Het verdrag met Zweden is zonder voorwerp nu dat land geen erfbelasting meer kent.

## Rechtspersonen
Successierechten worden meestal door particulieren aan de overheid betaald bij het overlijden en de erfenis van fysieke personen. De patrimoniumtaks of de "taks tot vergoeding der successierechten" ten laste van vzw's werd ingevoerd bij de wet van 27 juni 1921, omdat vzw's een eeuwigdurende bestemming hebben en geen belastingen betalen; deze taks probeert hier een compensatie voor te vinden. De aangifte moet jaarlijks voor eind maart, op eigen initiatief, worden ingediend. Tot en met 2023 bedroeg de jaarlijkse belasting 0,17% op het kapitaal vanaf een eigen vermogen van meer dan 25.000 €. Vanaf 2024 is er een getrapt (en meestal verhoogd) tarief van ten minste 0,15% vanaf 50.000 €. Sommige sectoren werden vrijgesteld. Verschillende vzw's en private stichtingen dienden in 2024 een klacht in bij het Grondwettelijk Hof wegens discriminatie.

## Vlaanderen
Bij de Vlaamse regeringsvorming van 2024 werd het voornemen bekend gemaakt om de hand- en bankgiften te ontmoedigen.